# 양경수
양경수(1976년 8월 30일 ~ )는 제10기 전국민주노동조합총연맹 위원장이자 대한민국의 노동운동가이다.

## 생애
2012년부터 2016년까지 전국금속노동조합 기아차지부 화성지회 사내하청분회장과 2017년부터 2020년까지 전국민주노동조합총연맹 경기지역본부 본부장을 지냈으며 2021년 1월에 제10기 민주노총 위원장으로 당선되었다.